# Скоцень, Александр Антонович
Александр-Богдан Антонович Скоцень (укр. Олександр Антонович Скоцень; 28 июля 1918, Львов — 1 сентября 2003, Торонто, Канада) — футболист, нападающий. Выступал в клубах Польши, в СССР играл за киевское «Динамо», во Франции — за «Ниццу».

## Биография
Александр Скоцень родился на западе Львова в районе Левандовка на улице Широкой в большой семье Антона Ивановича и Екатерины Скоценей. Спустя сутки его брат-близнец умер и ему дали двойное имя Александр-Богдан. Помимо него в семье было ещё четверо детей, два мальчика и две девочки. Начал играть в футбол в клубе «Богун».
Польское правительство закрыло спортивный клуб «Богун», и Скоцень перешёл в клуб соседнего с Левандовкой района «Тризуб». В 13 лет сыграл свой первый матч среди юниоров — против команды «Днепр» из соседнего села Винники, матч закончился победой 10:2. В дальнейшем Скоцень продолжал забивать за молодёжную команду, и тренер перевёл его в первую команду.
В 1934 году финальные соревнования на первенство Галичины проходили во Львове. В мае в товарищеском матче с польским клубом РСК в столкновении с защитником Скоцень сломал ногу, восемь недель ходил с гипсом. Тем временем команда дошли до четвертьфинала, в полуфинале вернулся на поле, его команда выиграла и попала в финал, где встретилась с командой «Скала» Стрый. Матч закончился победой «Тризуба» со счётом 3:2, а Скоцень забил второй и, в добавленное время, третий, победный мяч команды.
На этой игре присутствовали скауты клуба «Украина», которая играла в Окружной лиге. 18 сентября 1935 года 17-летний Скоцень подписал контракт с новой командой. 21 сентября 1935 года уже в первом же матче против клуба «Кресы» забил два гола, а его команда выиграла 3:1. Тот сезон был трудным для его клуба. Только в последнем матче с клубом «Гасмонеи» благодаря Скоценю удалось сохранить место в Окружной лиге. Следующий сезон был более удачный, команда часто выигрывала. К Скоценю относились более серьёзно и часто против него персонально действовало по два защитника. В последнем матче сезона встретились два лидера, клубы «Украина» и «Чарни». Для первого места команде Скоценя было достаточно и ничьи, но при помощи арбитра команда противников выиграла и заняла первое место.
В следующем сезоне команда вновь заняла второе место и не смогла выйти в Государственную лигу. В следующем году Скоцень в матче с ГКС «Чувай» (12:0) Скоцень забил 7 голов. В конце сезона «Украина» практически обеспечила себе место в стыковых матчах за выход в Государственную лигу, но «Ресовия» выиграла с нужным счётом свой матч и заняла первое место. В том сезоне Скоцень стал лучшим бомбардиром и получил приз «король стрельцов». К нему стали приходить предложения из многих клубов Польши, но Скоцень отказывал, говоря, что он украинец, и его место в клубе «Украина». Ему угрожали, отца перевели с работы на почте из Львова в Болехов и снизили зарплату.
В 1938 году Скоцень принял участие в Кубке Президента Польши. В нём участвовали сборные городов, состоящие из сильнейших игроков, Скоцень играл за сборную Львова. В основном состав был из игроков «Погони». 22 мая состоялась первая игра против сборной Люблина. Команда Львова проигрывала, и партнёры по команде полностью игнорировали Скоценя; лишь после того, как он в одиночку забил, на него стали играть, в итоге его команда выиграла 4:3 и вышла в 1/4 финала. Там сборная Львова выиграла 7:1, а Скоцень забил 4 гола. В матче 1/2 финала со сборной города Лодзь два гола Скоцени вывели команду в финал. 28 ноября 1938 года состоялся финал между сборными Львова и Кракова. Уже в дебюте матча Скоцень забил два гола, команда выиграла со счётом 5:1. Видя его результативную игру, тренер национальной сборной Польши Юзеф Калужа предложил играть за свою команду, но Скоцень отказался.
Сыграв несколько матчей сезона 1939/40, чемпионат прекратил существование в связи с началом Второй мировой войны. Город Львов занял СССР и все клубы, в том числе и «Украина», были закрыты.
Для организации новых просоветских спортивных обществ в ноябре 1939 года начальником общества «Динамо» во Львове Александром Панченко был организован матч между сборной Львова и киевским «Динамо». Сборную Львова собирали по интернациональному принципу, туда набрали , поляков, евреев. Для украинцев выделили одно место, и его занял Александр Скоцень. 26 ноября прошёл матч, в котором Скоцень забил два мяча, а его команда проиграла со счётом 2:6. Руководство «Динамо» предложило Скоценю перейти к ним в команду, но Панченко не отпустил его для того, чтобы и в дальнейшем организовывать спортивную структуру Львова. В январе 1940 года группа львовских спортсменов отправилась в Киев для обмена опытом, а потом отправилась в Москву. Там, без согласия Скоценя, его зачислили в московское «Динамо». Он прошёл весенний сбор 1940 года в Гаграх. Затем его призвали в армию, и он отправился во Львов. В июле он в составе армейской сборной Львова участвовал в республиканской Спартакиаде Красной Армии которая проходила в Киеве, в качестве играющего тренера, львовяне заняли второе место проиграв в финале киевлянам (тренер М. Свиридовский) 0:1. В августе его вместе с женой перевели в Киев. Начальник НКВД Украинской ССР Иван Серов лично распорядился, чтобы Скоценя включили в состав киевского «Динамо».
В сезоне 1940 года он провёл 5 матчей и забил 2 гола, а его команда заняла восьмое место. В следующем сезоне 1941 года провёл 8 матчей и забил 2 мяча. 22 июня в Киеве должен был состоятся матч против московского клуба «Красная Армия», но началась война. В чемпионате СССР Александр Скоцень забивал в ворота московских ЦДКА и «Спартака». А в ворота тбилисского «Динамо», за которое тогда выступал Борис Пайчадзе, забил два мяча из трёх командных.
Во время обороны Киева, от имени Николая Трусевича и других игроков киевского «Динамо» на Александра Скоценя был написан донос в НКВД, после которого его арестовали. Скоцень тем не менее избежал смерти, так как за него вступился чекист курировавший «Динамо» зам. начальника Киевского ГО УНКВД лейтенант государственной безопасности Л. М. Ворновицкий. После занятия немецкими войсками Киева вернулся в родной Львов. Там он продолжил играть в футбол и даже тренировал команды при Львовском оперном театре и «Довбуш» в Коломые. Также было восстановлено спортивное общество «Украина», с которым Скоцень выиграл первенство Галичины 1942 года, а с ним в команде играл Карло Микльош который спустя годы будет начальником и президентом львовских «Карпат». В 1943 году его «Украина» встретилась в финале первенства Галичины с командой «Скала» (Стрый) и уступила со счётом 2:3.
В июле 1944 года советские войска приближались ко Львову и, помня об аресте, Александр Скоцень сначала переезжает в словацкий город Жилина, а позже в австрийский Зальцбург. В лагере для перемещённых лиц он создал клуб «Украина», в котором играли украинцы, в том числе и бывшие профессионалы. Позже эта команда начала встречаться в товарищеских матчах с австрийскими клубами «Адмира», «Зальцбург», которые обыгрывала. 5 июня 1946 года в городе Ульм перед 15 тысячами болельщиков команда Александра Скоценя встретились с мюнхенской «Баварией» и обыграла её со счётом 5:0.
В 1947 году клуб закрыли и Александр переезжает в Бельгию, там он играет в клубе «Олимпик» из города Шарлеруа. Летом 1948 года Скоцень переезжает на юг Франции в город Ницца и одноимённый клуб, который выступал в элитной Лиге 1. В то время эту команду тренировал австриец Антон Марек, который, по видимому, знал об удачных выступлениях Скоценя в Австрии. Также с Александром Скоценем в команду пришёл Остап Стецькив, который вместе с ним в 1942 году в составе «Украины» выигрывал первенство Галичины и затем играл в Бельгии.
В сезоне 1948/49 Александр Скоцень провёл 22 матча и забил 10 голов, а его команда заняла 7 место. В Кубке Франции дошла до 1/4 финала, по пути 27 февраля 1949 года в 1/8 финала обыграла будущего чемпиона Франции клуб «Реймс» со счётом 3:0. В следующем сезоне он сыграл 26 матчей и забил 13 голов, а «Ницца» заняла 5 место. Также его клуб проводил международные матчи в Испании, Греции, Тунисе. Особенно памятным остался матч против итальянского «Ювентуса», в котором Скоценю удалось переиграть Карло Паролу.
В то время журналист France Football писал:
Джон Горн: — Когда Скоцень прибыл в Ниццу, он был прекрасным футболистом, но на поле играл медленно, как грузовой поезд. — Учтя этот момент, он вскоре прибавил в скорости. Сегодня это уже экспресс «Ниццы»
В 1950 году в 32 года при любви болельщиков и на пике своей популярности Александр Скоцень решил переехать в Канаду. Там он играл в командах «Украина» и «Тризуб». После окончания карьеры футболиста остался жить в Канаде. В 1985 году написал книгу «З футболом у світ. Спомини» и издал её в Торонто. В 1991 году после 47 лет он посетил Львов и отметил там 90-летие спортивного общества «Украина». В 1992 году в Киеве издал книгу «Львівський „батяр“ у київському „Динамо“». Скончался Александр Скоцень в Торонто в возрасте 85 лет от пневмонии.
Тренер Валерий Васильевич Лобановский говорил:
Одни люди охочи были до славы, другие до наживы, Скоцень же — до футбола.

## Достижения
- Второе место Региональной лиги Польши: 1937, 1938, 1939
- Обладатель Кубка Президента Польши: 1938
- Победитель первенства Галичины: 1942